# 菲利波·斯特罗齐小堂
43°46′30.25″N 11°14′58.42″E / 43.7750694°N 11.2495611°E

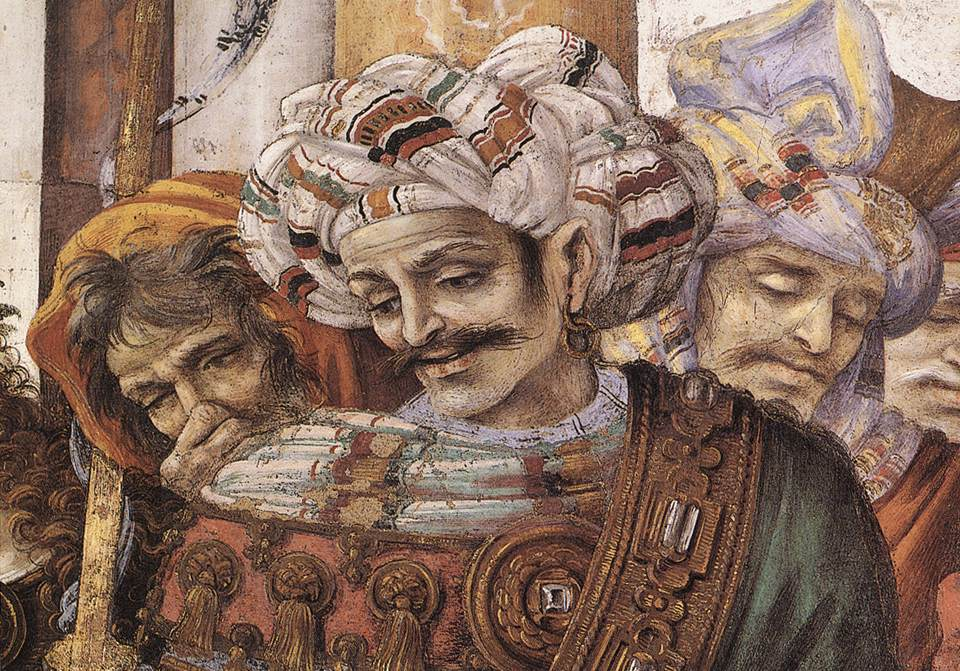
San Filippo scaccia il dragone dal tempio di Hierapolis, dettaglio

菲利波·斯特罗齐小堂（義大利語：Cappella di Filippo Strozzi）又名圣史若望小堂（Cappella di San Giovanni Evangelista），位于佛罗伦萨新圣母大殿右侧耳堂，紧邻托纳博尼小堂（cappella Tornabuoni）。它以菲利皮诺·利皮的湿壁画《圣史若望和圣斐理伯的生平事迹》而闻名，这些壁画创作于1487年-1502年。

## 历史

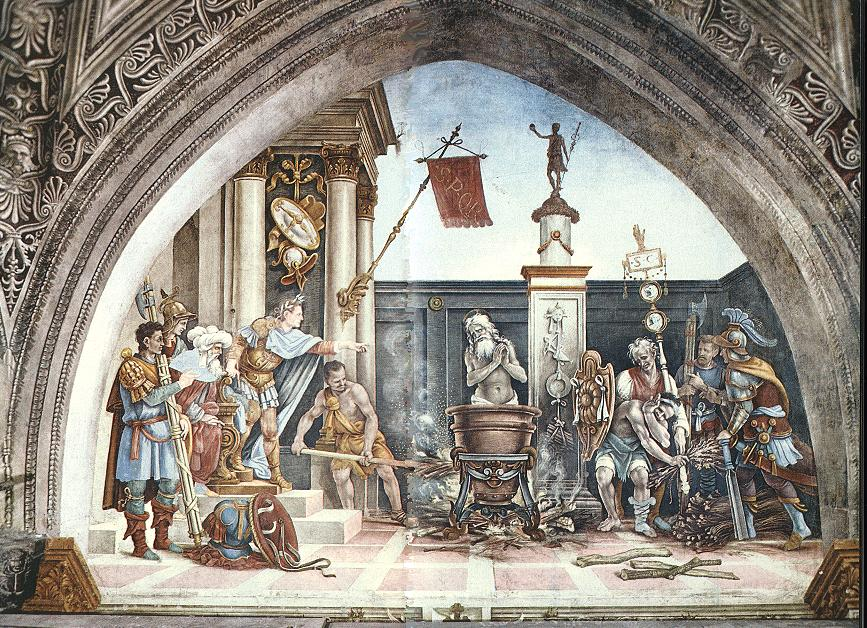
Tortura di San Giovanni